# Ortonitrato

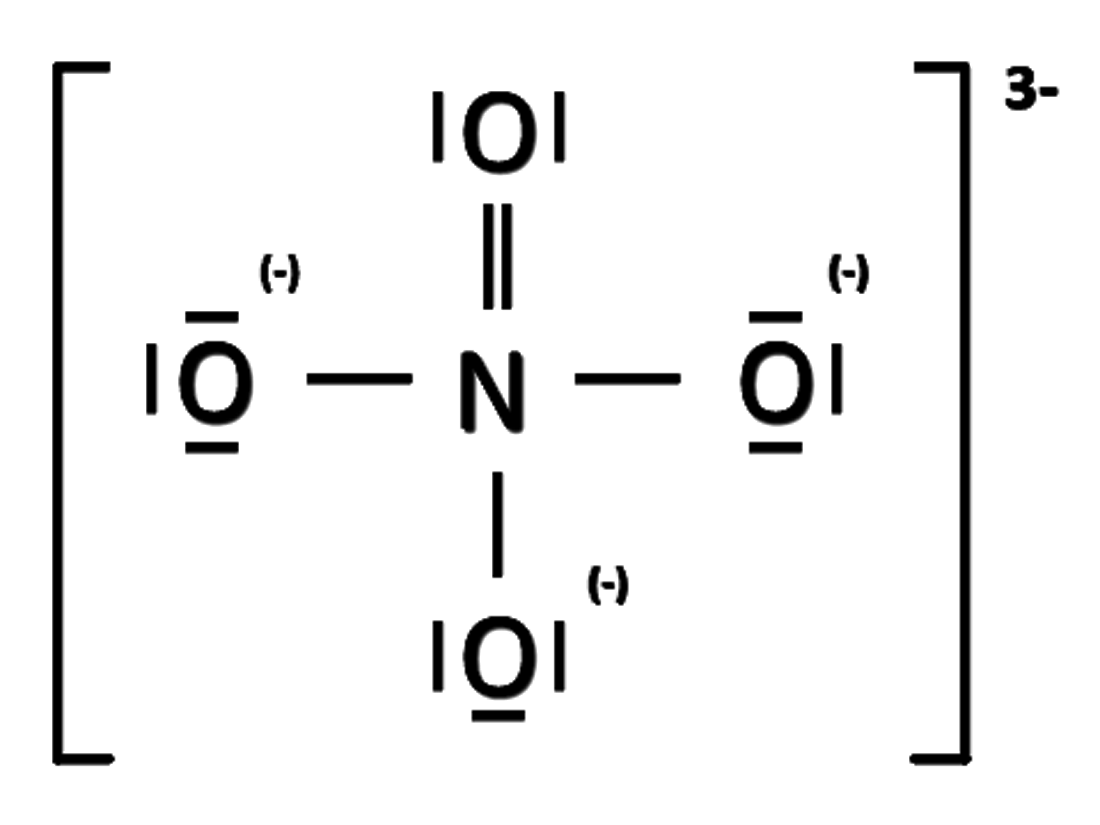
Estructura de Lewis del anión Ortonitrato

El ion ortonitrato es NO43−. Sólo se sabe de dos compuestos, Na3NO4 y K3NO4 que fueron preparados por fusión de los nitratos y óxidos., e.g.
NaNO3 + Na2O = Na3NO4
El ion ortonitrato es tetraédrico y la longitud del enlace N-O es de 139 pm, que se compara con la suma de los radios covalentes de 137 pm y con las longitudes de enlace en nitratos (rangos de 122-127 pm) y nitritos (rangos de 113-123 pm) donde es el enlace doble.

## Otros oxoaniones de nitrógeno
Otros oxoaniónes del nitrógeno incluyen:
- nitrato, NO3−
- nitrito, NO2−
- peroxonitrito, (peroxinitrito), OONO−
- trioxodinitrato, (hiponitrato), [ON=NO2]2−
- nitroxilato, [O2N−NO2]4−